# Igla
O Igla, em russo Игла, que significa Agulha, foi um sistema de radiotelemetria usado para o acoplamento de 
espaçonaves Soyuz no programa espacial soviético.
Os primeiros protótipos surgiram em 1965. Em 30 de Outubro de 1967, ocorreu o primeiro acoplamento automatizado de espaçonaves Soyuz não tripuladas.
Em 1986, o Igla foi substituído pelo sistema de acoplamento Kurs, usado pela primeira vez na missão Soyuz TM-2.